# Negerkirchen

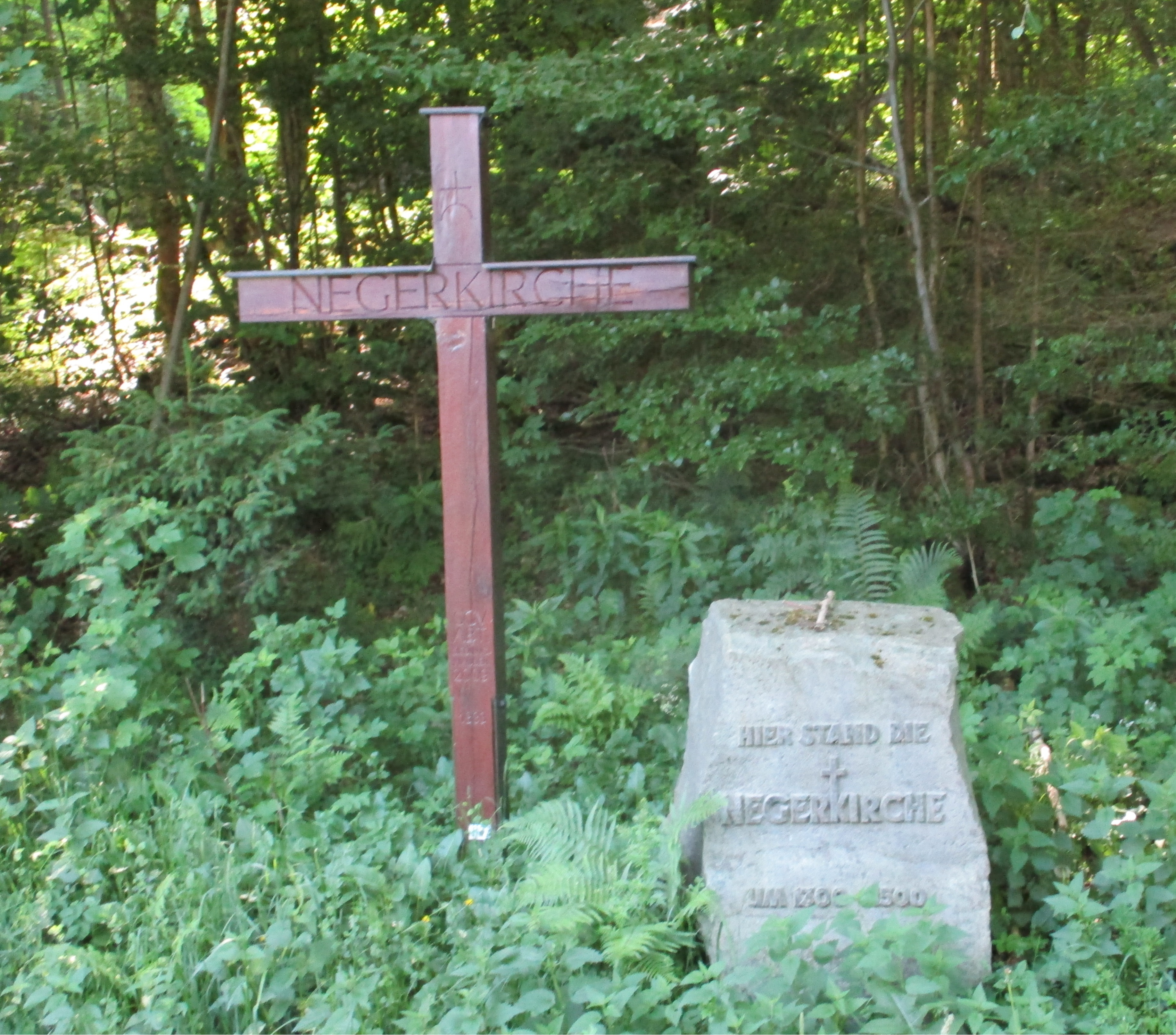
Standort Negerkirche

Negerkirchen, in manchen Quellen auch Negere, Neger und Negerkercken, ist eine Wüstung. Der Ort lag im Tal der Neger, etwa 4,5 km südlich von Siedlinghausen, einem Stadtteil von Winterberg im Hochsauerlandkreis (Nordrhein-Westfalen) südwestlich vom Schloss Siedlinghausen. Der Standort ist mit einem Holzkreuz und einem Gedenkstein markiert. Der nördliche Teil des einstigen Weilers liegt im Naturschutzgebiet Neger- und Birautal.
Zum Kirchspiel Negerkirchen gehörten die inzwischen untergegangenen Dörfer Renninghausen, Remlinghausen, Rollinghausen und Welfferinghausen. Aus dem Jahr 1300 wird die Kirche in Negere dokumentiert. Der ehemalige Pfarrort fiel im 15. Jahrhundert wüst. Der Ort gehörte zum Dekanat Wormbach. In einer Karte von 1577 ist eine Kirchenruine Negerkirch verzeichnet. Er lag südöstlich und nordwestlich der Landstraße, ein wenig oberhalb der Schafsbrücke. Aus dem Zustand der noch vorhandenen Trümmerreste lässt sich der ehemalige Grundriss der Kirche nicht mehr erkennen. Oberförster Padberg aus Astenberg ließ 1852 eine archäologische Ausgrabung vornehmen; zu dieser Zeit müssen noch bis zu drei Meter hohe Wände gestanden haben. 
Johann Suibert Seibertz beschreibt den damaligen Befund in den Blättern zur näheren Kunde Westfalens 1866, Seiten 97 bis 104: Die Negerkirche und die dazugehörigen Marken. Die Kirche war im Schiff 40 Fuß lang und 24 Fuß breit. Der nach Osten abgerundete Chor hat eine Länge von 24 Fuß, macht im ganzen 24 Fuß Länge. Der Turm an der Westseite der Kirche hat einen Umfang von 12 Fuß in der Länge und Breite. Das Kirchenschiff hatte an jeder Seite drei unförmlich dicke, nach innen durch Streifen besetzte verjüngte Wandpfeiler von 6 Fuß Breite zur Tragung des Gewölbes. In den 5 1/2 Fuß breiten Räumen zwischen den Pfeilern waren, 8 Fuß von der Erde, sehr kleine Fenster angebracht. Die Pfeiler, auf denen die Gewölbe ruhten, waren bis zu den Kapitälen 9 Fuß hoch. Der gemauerte Altarfuß stand mit dem Rücken nur 3 Fuß von der östlichen Chorrundung. Die Haupttür lag an der Nordseite. Anscheinend war auch noch im Turm ein Eingang. Die Mauerstärke des Chors war 2 1/2 Fuß, die des Schiffes ungleich stärker. Die Türgewände aus Sandstein waren außergewöhnlich hart. Einer dieser Steine ist in die neue Negerkirche in Brunskappel vermauert, um die Jahreszahl einzubauen.
Ein nach dieser Beschreibung gefertigter Grundriss ergibt eine ungewöhnliche Form. Die schmalen Gewölbefelder zwischen den sehr breiten Gurtbögen können nur Tonnengewölbe gewesen sein, in die die schmalen Schildbögen der Längswände mit Schildkappen einschnitten. 1984 fanden erneute Ausgrabungen statt.